# Giuseppe Peano
Giuseppe Peano, född 27 augusti 1858, död 20 april 1932, var en italiensk matematiker och professor i Turin från 1889. Han är bland annat känd för axiomsystem, Peanos axiom, för Peanos kurva, ett tidigt exempel på en fraktal, och som skapare av det konstgjorda språket latino sine flexione.

## Liv

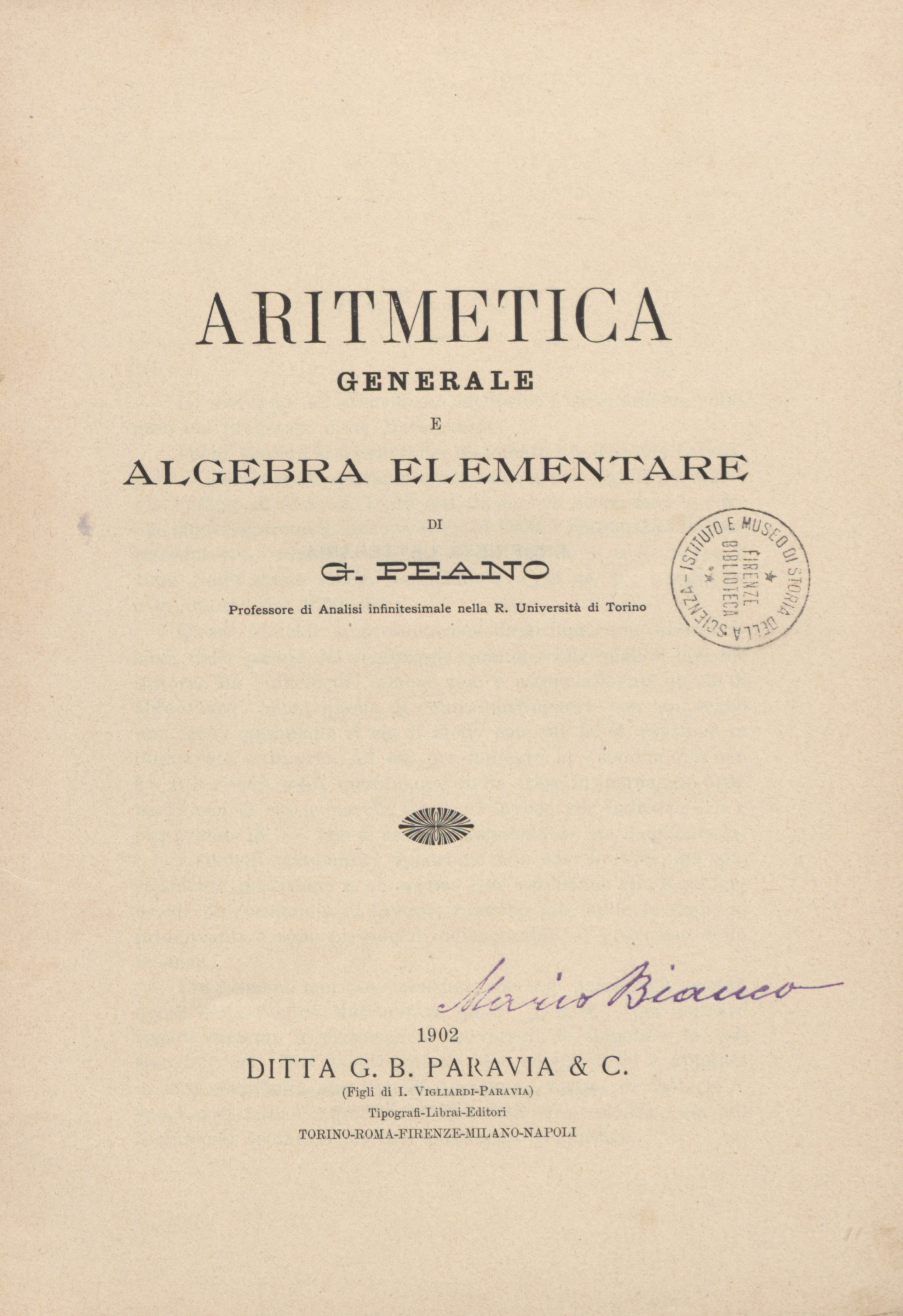
Aritmetica generale e algebra elementare, 1902

Peano var bondeson och växte upp på gården Tetto Galant, fem kilometer utanför Cuneo i Italien. Giuseppes morbror, som till yrket var präst och advokat, insåg snart att hans systerson var begåvad och tog med sig honom till Turin för att förbereda honom för universitetsstudier. År 1876 skrevs Giuseppe Peano in vid Turins universitet.
Peanos mål med studierna var från början att bli ingenjör - men han fastnade snart för matematiken, och efter tre års studier så var han den ende av hans studiekamrater som fortsatte med studier i ämnet. Efter ytterligare ett år, den 29 september 1880, doktorerade han i matematik. Efter detta fick han en tjänst som assistent till en av sina lärare. Under år 1881-1882 arbetade Giuseppe under matematikern Angelo Genocchi. Under år 1882 upptäckte Peano ett fel i en definition rörande beräkning av krökta ytors area. När han omtalade detta för Genocchi fick han veta att han inte var först med att hitta felet. 1884 publicerade Turins universitet en bok baserad på Genocchis föreläsningar. Boken skrevs till stora delar av Peano. 
I december 1884 fick Giuseppe Peano professorsstatus och fortsatte med mer undervisning samtidigt som han vikarierade för Genocchi. 1886 bevisade han att om f(x,y) är kontinuerlig så har differentialekvationen dy/dx=f(x,y) en lösning. Under år 1886 började han även undervisa vid Turins militärakademi.
År 1889 formulerade han ett axiomsystem, som brukar benämnas Peanos axiom, ett postulatsystem omfattande fem postulat för de naturliga talen:
- Axiom 1: Det finns ett tal, som betecknas 0.
- Axiom 2: Till varje tal x finns det ett tal p(x) som kallas efterföljare till x
- Axiom 3: För varje tal x gäller att p(x) är skilt ifrån talet 0
- Axiom 4: Om p(x) = p(y) så är x = y
- Axiom 5: Om M är en mängd av tal där 0 tillhör M och att x tillhör M innebär att p(x) tillhör M så innehåller M alla tal.

(I vissa versioner av axiomen är nollan i axiom 1 och 3 utbytt till en etta.)
År 1889 avled Genocchi och Peano skulle troligtvis bli den som övertog hans stol, men det dröjde till år 1890 då det saknades folk för att kunna genomföra tilldelningen. Samma år grundade Peano Rivista di matematica, en tidskrift som mest behandlade logik och matematikens grunder. I det första numret publicerade han bland annat en artikel om areafyllande kurvor på enhetskvadraten.
År 1892 beskrev Giuseppe i Rivista di matematica något som han kallade för Formulario Mathematico vilket skulle bli en samling av matematiska bevis och teorem nedskrivna med hjälp av matematisk logik. Detta var tänkt som den ultimata läroboken som alla, väl insatta i den logiska notationen, kunde läsa oavsett vilket språk de talade. Han fick inte många anhängare till denna idé och förlorade sitt undervisningskontrakt med militärakademien efter att ha försökt använda sig av den i sin undervisning.
Redan innan han var klar med den sista volymen av Formulario Mathematico påbörjade han sitt andra stora livsverk, språket latino sine flexione. Den redan hotade Formulario Mathematico blev snabbt än mindre populär när den sista upplagan, i den lilla del text som inte bestod av matematisk logik, var skriven på just latino sine flexione.

## Eftermäle
Asteroiden 9987 Peano är uppkallad efter honom.